# Memoriał Alfreda Smoczyka 2004
LIV Memoriał Alfreda Smoczyka odbył się 10 października 2004. Zwyciężył Krzysztof Kasprzak.

## Wyniki
- 10 października 2004 (niedziela), Stadion im. Alfreda Smoczyka (Leszno)
- NCD: Krzysztof Kasprzak – 60,80 sek. w 5 wyścigu.

| Msc. | Zawodnik                | Kraj              | Pkt  |                |  |
| ---- | ----------------------- | ----------------- | ---- | -------------- |  |
| 1    | (13) Krzysztof Kasprzak | Unia Leszno       | 14+3 | (2,3,3,3,3) +3 |  |
| 2    | (14) Jarosław Hampel    | WTS Wrocław       | 14+2 | (3,3,3,2,3) +2 |  |
| 3    | (12) Piotr Protasiewicz | Apator Toruń      | 13   | (2,3,3,3,2)    |  |
| 4    | (16) Karol Ząbik        | Apator Toruń      | 12   | (1,2,3,3,3)    |  |
| 5    | (10) Rafał Dobrucki     | Unia Leszno       | 10   | (3,2,2,1,2)    |  |
| 6    | (5) Jacek Rempała       | Unia Leszno       | 9    | (3,2,t,2,2)    |  |
| 7    | (4) Mariusz Puszakowski | GTŻ Grudziądz     | 8    | (2,1,1,3,1)    |  |
| 8    | (1) Robert Miśkowiak    | WTS Wrocław       | 7    | (3,1,0,d,3)    |  |
| 9    | (3) Maciej Kuciapa      | Stal Rzeszów      | 6    | (1,3,2,0,d)    |  |
| 10   | (7) Paweł Hlib          | Stal Gorzów Wlkp. | 5    | (2,d,0,1,2)    |  |
| 11   | (2) Adrian Miedziński   | Apator Toruń      | 5    | (d,d,2,2,1)    |  |
| 12   | (9) Łukasz Jankowski    | Unia Leszno       | 4    | (1,0,1,2,u)    |  |
| 13   | (6) Marcin Rempała      | Unia Tarnów       | 4    | (0,1,2,0,1)    |  |
| 14   | (15) Robert Kościecha   | Wybrzeże Gdańsk   | 3    | (0,2,w,1,0)    |  |
| 15   | (8) Krzysztof Jabłoński | Wybrzeże Gdańsk   | 3    | (1,d,0,1,1)    |  |
| 16   | (11) Marcin Nowaczyk    | Kolejarz Rawicz   | 2    | (0,1,1,0,d)    |  |
|      | (R1) Robert Kasprzak    | Unia Leszno       | 1    | (1)            |  |
|      | (R2) Mateusz Jurga      | Unia Leszno       | 0    | (d)            |  |

Bieg po biegu
1. (61,70) Miśkowiak, Puszakowski, Kuciapa, Miedziński (d3)
2. (62,80) J. Rempała, Hlib, Jabłoński, M. Rempała
3. (62,30) Dobrucki, Protasiewicz, Jankowski, Nowaczyk
4. (61,00) Hampel, K. Kasprzak, Ząbik, Kościecha
5. (60,80) K. Kasprzak, J. Rempała, Miśkowiak, Jankowski
6. (61,80) Hampel, Dobrucki, M. Rempała, Miedziński (d3)
7. (61,90) Kuciapa, Kościecha, Nowaczyk, Hlib (d4)
8. (61,50) Protasiewicz, Ząbik, Puszakowski, Jabłoński (d4)
9. (61,90) Ząbik, M. Rempała, Nowaczyk, Miśkowiak
10. (61,10) Protasiewicz, Miedziński, R. Kasprzak – za Kościechę, Jurga (d4) – za J. Rempałę / J. Rempała (t) / Kościecha (w2)
11. (61,10) Hampel, Kuciapa, Jankowski, Jabłoński
12. (61,60) K. Kasprzak, Dobrucki, Puszakowski, Hlib
13. (61,60) Protasiewicz, Hampel, Hlib, Miśkowiak (d4)
14. (62,20) K. Kasprzak, Miedziński, K. Jabłoński, Nowaczyk
15. (61,40) Ząbik, J. Rempała, Dobrucki, Kuciapa
16. (62,30) Puszakowski, Jankowski, Kościecha, M. Rempała
17. (62,50) Miśkowiak, Dobrucki, K. Jabłoński, Kościecha
18. (63,10) Ząbik, Hlib, Miedziński, Jankowski (u3)
19. (62,10) K. Kasprzak, Protasiewicz, M. Rempała, Kuciapa (d2)
20. (62,30) Hampel, J. Rempała, Puszakowski, Nowaczyk

Bieg o zwycięstwa
21. (62,20) K. Kasprzak, Hampel